# Mussolera
La mussolera, acadèmicament coneguda com a flauta d’èmbol, és un instrument tradicional de canya que té forma de xiulet, construït principalment per la cacera d'òlibes i mussols.

## Context
Originàriament, era un instrument construït com a reclam per a caçar òlibes o xibeques, d’aquí en ve el nom de mussolera. Les òlibes s’utilitzaven per a caçar altres animals, però per ser útils, primer era important caçar-ne una. Amagat, el caçador feia sonar la mussolera imitant prou bé el so de les òlibes.
Actualment, ha perdut la seva funció de caça i s’ha desenvolupat com a joguina, un instrument musical que manté la seva essència sonora, però per a la canalla.

## Descripció
Es tracta d’un instrument fet amb un tros de canya on es modifica l’altura del so a partir de la introducció d’un altre tub més petit o un pistó que encaixa dins l’altre. En aquest pal més prim se li afegeix unes tiretes de roba al seu extrem per facilitar el seu moviment amunt i avall.
Per fer-lo sonar, cal bufar i moure el tub de l’interior amb el qual es gradua el volum del cilindre i modifica l’espai d’aire de la columna, generant un so com el que alguns músics coneixen com a glissando.

## Exemplars
Algunes de les mussoleres que hi ha documentades tenen el seu origen al Montsià, Vilafranca del Penedès i a Sitges on les anomenaven “flauta de caçar mussols”.
Al Museu de la Música de Barcelona tenen una mussolera a la seva col·lecció, construït per Jordi Colobrans l'any 1988 gràcies a una beca del Departament de Cultura de la Generalitat de Catalunya. Va ingressar al Museu el setembre de 2016, però en aquests moments, no està exposat. Té unes dimensions de 15 x 255 mm i està categoritzat com a "aereòfon de bisell".